# Upplands runinskrifter 275
Upplands runinskrifter 275 är en runsten som är uppställd i gräset i ett villaområde i Brunnbyvik, Upplands Väsby. Den antas stå på sin ursprungliga placering. Ett parti av stenens topp är skadat. 
Runstenen är 1,6 meter hög och 0,75 meter bred. Runhöjfen är 7-8 centimeter.
Den från runor översatta inskriften lyder enligt nedan:

## Inskriften
Translitterering av runraden:
þuri ÷ auk frystain ' litu raisa stain iftiʀ ' þurstain broþur sin
Normalisering till runsvenska:
Þoriʀ ok Frøystæinn letu ræisa stæin æftiʀ Þorstæin, broður sinn.
Översättning till nusvenska:
Tore och Frösten lät resa stenen efter Torsten, sin broder.